# Dean Trantalis
Dean J. Trantalis (sinh ngày 14 tháng 10 năm 1953) là một chính khách người Mỹ và là thị trưởng của Fort Lauderdale, Florida. Trước khi được bầu làm thị trưởng, Trantalis từng là ủy viên thành phố của Fort Lauderdale từ năm 2009 đến năm 2017.

## Sự nghiệp chính trị

### Ủy viên Thành phố Fort Lauderdale (2003-2006)
Trantalis được bầu vào Ủy ban Thành phố Fort Lauderdale vào năm 2003, và phục vụ cho đến năm 2006. Ông là ủy viên đồng tính công khai đầu tiên của thành phố.

## Đời tư
Dean Trantalis cư trú tại Fort Lauderdale, Florida. Ông tốt nghiệp cử nhân luật tại Đại học Stetson ở St.Petersburg, Florida. Ông hành nghề luật bất động sản và có công ty hành nghề riêng về luật bất động sản.